# 寺西飛香留
寺西 飛香留（てらにし ひかる、2000年9月30日 - ）は、日本の女子プロゴルファー。

## 概要
兵庫県出身。芦屋学園中学校、高野山高等学校、近畿大学、自由が丘産能短期大学を経る。
生後6ヶ月から10年間水泳を行い体力と体幹がつく。
4歳からゴルフを始めた。理由は稼げるから。
幼稚園児のときに全国の小学校の大会で銅メダルを取得。
2017年の16歳でアマチュアの時点で平均飛距離は260ヤード。
2019年放送のゴルフサバイバルに出演。
2020年3月28日には太田元治のラジオ番組に出演。
2021年日本プロドラコン協会のテストに合格。

## 戦績

### 2023年
- 6月 第229回 PGCゴルフツアートーナメント - 優勝[1]
- 5月 第227回 PGCツアーオープントーナメント ダブルス戦 - 準優勝[1]
- 3月 第99回 ネクストジェネレーションカップ - 優勝[1]